# Obhájce
Obhájce je v trestním řízení právní zástupce osoby, proti které se vede trestní řízení (obviněný). Obhájcem může být pouze advokát, příp. advokátní koncipient, a jeho úkolem je poskytnout obviněnému kvalifikovanou právní pomoc a ve prospěch obviněného využít všechna práva a prostředky, které jsou v právních předpisech zakotveny. Tím je zajišťováno po formální stránce právo na obhajobu, tedy aby obviněný v trestním řízení neutrpěl újmu v důsledku neznalosti práva a zejména procesních předpisů. Aktuální trestní řád České republiky obhájce nezařazuje mezi strany trestního řízení, obhájce totiž nejedná vlastním jménem jako samostatný procesní subjekt, ale vždy vystupuje jménem obviněného.
Obhájce si může každý trestně stíhaný svobodně zvolit, nechat se zastupovat v trestním řízení tedy může, ale i nemusí. V některých případech nicméně mít obhájce musí, jde o případy tzv. nutné obhajoby (viz níže). Pokud obviněný osvědčí, že nemá dostatek prostředků, aby si hradil náklady obhajoby, rozhodne soud, že má nárok na obhajobu bezplatnou nebo za sníženou cenu. V takovém případě nese náklady na zvoleného či ustanoveného obhájce stát a po obviněném náhradu vynaložených nákladů nepožaduje.

## Práva a povinnosti obhájce
Obhájce pečuje o to, aby byly v řízení náležitě a včas objasněny skutečnosti, které obviněného zbavují viny nebo jeho vinu zmírňují. Již od přípravného řízení je oprávněn za obviněného činit návrhy (důkazní i procesní), podávat žádosti a opravné prostředky, nahlížet do spisů a být přítomen při vyšetřovacích úkonech, jejichž výsledek může být použit jako důkaz v řízení před soudem, ledaže by provedení úkonu nebylo možno odložit a zajistit včasné vyrozumění. Při výslechu obviněného a svědků může vyslýchaným klást otázky, kdykoliv v průběhu úkonu může klást námitky proti způsobu jeho provádění. V řízení před soudem se účastní všech úkonů, kterých se může účastnit obviněný, tedy zejména hlavního líčení a veřejného zasedání. Je-li obviněný omezen ve své svéprávnosti, může obhájce vykonávat svá oprávnění i proti jeho vůli.

## Obhájce zvolený
Primárně si obviněný může v kterékoliv trestní věci sám zvolit jako obhájce jakéhokoliv advokáta (či advokáty) podle svého výběru. Možnost volby je omezena pouze tím, že obhájcem nesmí být advokát, který je v řízení, v němž by měl vykonávat obhajobu, sám v postavení obviněného, svědka, zúčastněné osoby, znalce nebo tlumočníka. Pokud si obhájce nezvolí sám obviněný, může tak učinit jeho zákonný zástupce, osoba blízká nebo zúčastněná osoba.
Obviněný či jiná osoba, která mu obhájce zvolila, nese takto vzniklé náklady na právní pomoc (odměna advokáta a náhrada hotových výdajů). Pokud trestní stíhání nebylo vedeno důvodně, lze se následně domáhat náhrady nákladů vynaložených na obhajobu cestou odpovědnosti státu za nezákonné rozhodnutí a nesprávný úřední postup.

## Nutná obhajoba
V některých případech obviněný podle trestního řádu musí mít obhájce, a proto pokud si ho nezvolí sám nebo mu není zvolen oprávněnou osobou, je mu ustanoven soudcem ze seznamu advokátů vedeného u příslušného okresního soudu. Běžně se hovoří o obhájci ex offo (z latinského ex officio – z úřední povinnosti). Obviněný musí mít vždy obhájce např. je-li ve vazbě, ve výkonu trestu odnětí svobody, je-li omezena jeho svéprávnost, při sjednávání dohody o vině a trestu, je-li vedeno řízení proti uprchlému, je-li vedeno trestní řízení pro trestný čin, u kterého trestní zákon stanoví trest odnětí svobody, jehož horní hranice převyšuje 5 let, nebo jsou-li vzhledem k jeho tělesným nebo duševním vadám pochybnosti o jeho způsobilosti se náležitě hájit. Obhájce musí vždy mít i mladistvý obviněný.
Ustanovenému obhájci odměnu a náhradu hotových výdajů platí stát. Pokud byl obviněný pravomocně uznán vinným, je následně rozhodnuto o jeho povinnosti vynaložené prostředky nahradit státu a jsou po něm vymáhány.